# سلحفاة مهمشة
السلحفاة المهمشة[بحاجة لمصدر] (الاسم العلمي : Testudo marginata درع مارجيناتا) هو نوع من السلاحف الذي ينتمي إلى نوع من السلاحف الجافة. هذه السلاحف هي أكبر من السلاحف الأوروبية: الوزن يمكن أن يكلف نحو خمسة أرطال وطولها قد يتجاوز 35 بوصة. صدفتة مستطيلة الشكل ، ذات سمك حول وسط مجموعة كبيرة نسبيا. نهاية الدرع الخلفي مثل المنشار، و المنحنيات واقفة مثل الأجراس. لون الدرع للسلحفاة البالغه تقريباً سوداء تماماً، مع مناطق صغيرة متناثرة من اللون الأصفر. بطبيعة الحال تكون البطن أخف منطقة في درع السلحفاة في رد الفعل، لا يمكن أن ينظر إليه مع أزواج من علامات الثلاثي على شكل الظهر للسلحفاة. الجبهة الجانبية و الأطراف السلحفاة كبيرة و غالباً ما تكون متقشرة. الذيل هو علامة بارزة للأطوال وتغطيه كل قطعة من المدرعات. الذكر ذيلة أطول وأسمك قاعدة من الإناث. و عادتاً ما يكون الذيل أوسع من الإناث.

## توزيع
الموائل الطبيعية للساحفاة المهمشة هو في جنوب اليونان والمناطق المحيطة بها ، وبيلوبونيسوس إلى جبل أوليمبوس. ويمكن العثور عليها أيضا في مناطق معزولة في البلقان و إيطاليا، و عدد قليل منها يعيشون في الشمال الشرقي من سردينيا.

## معرض صور

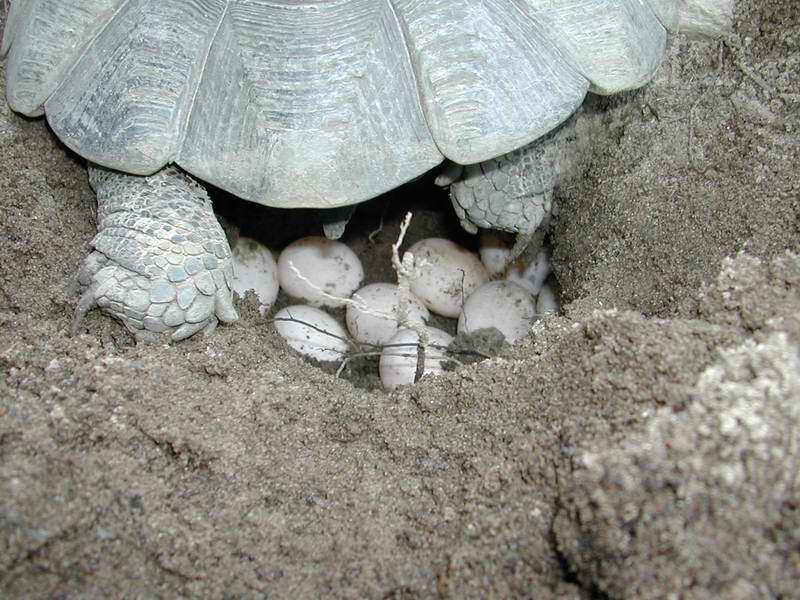
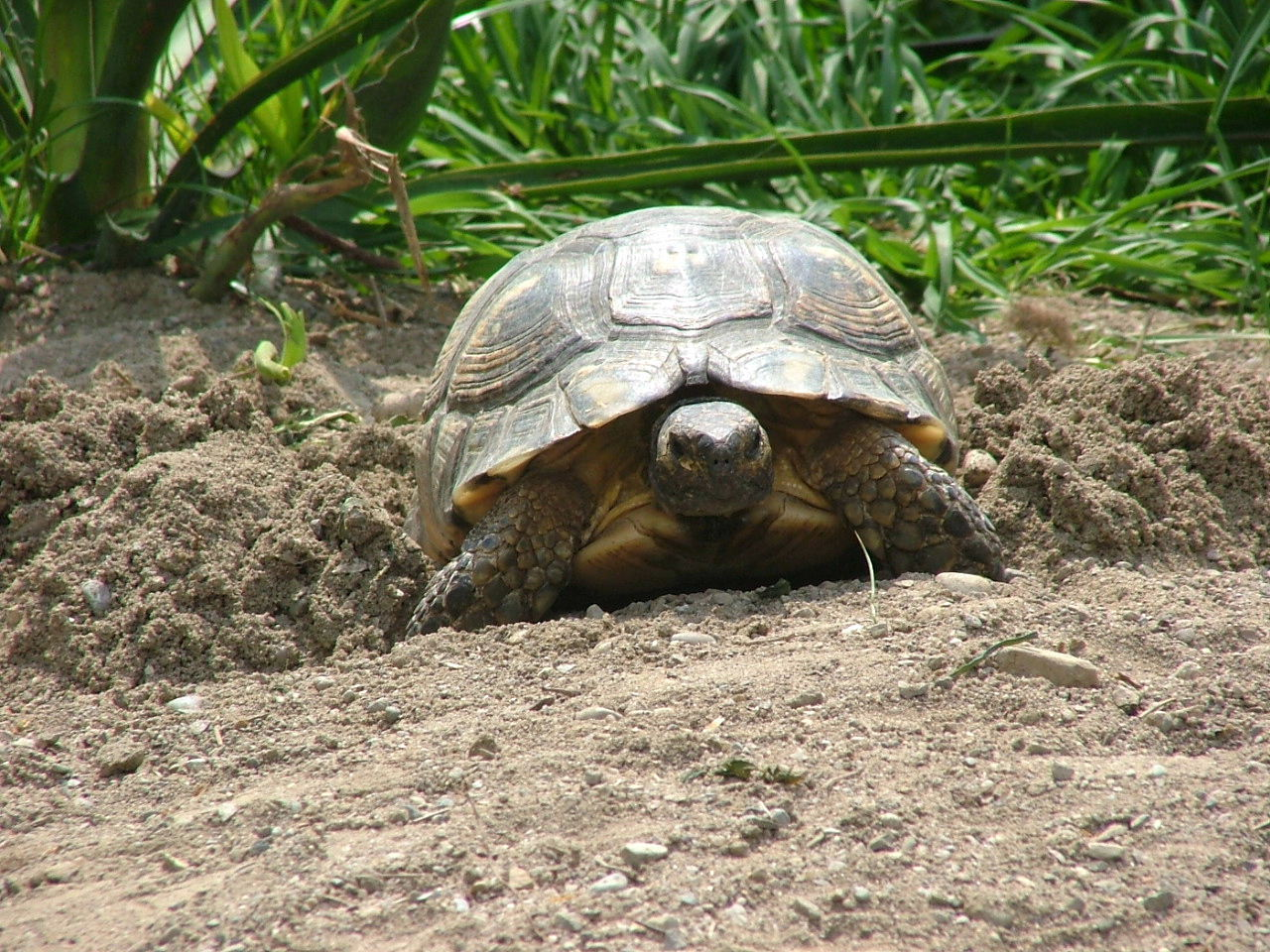
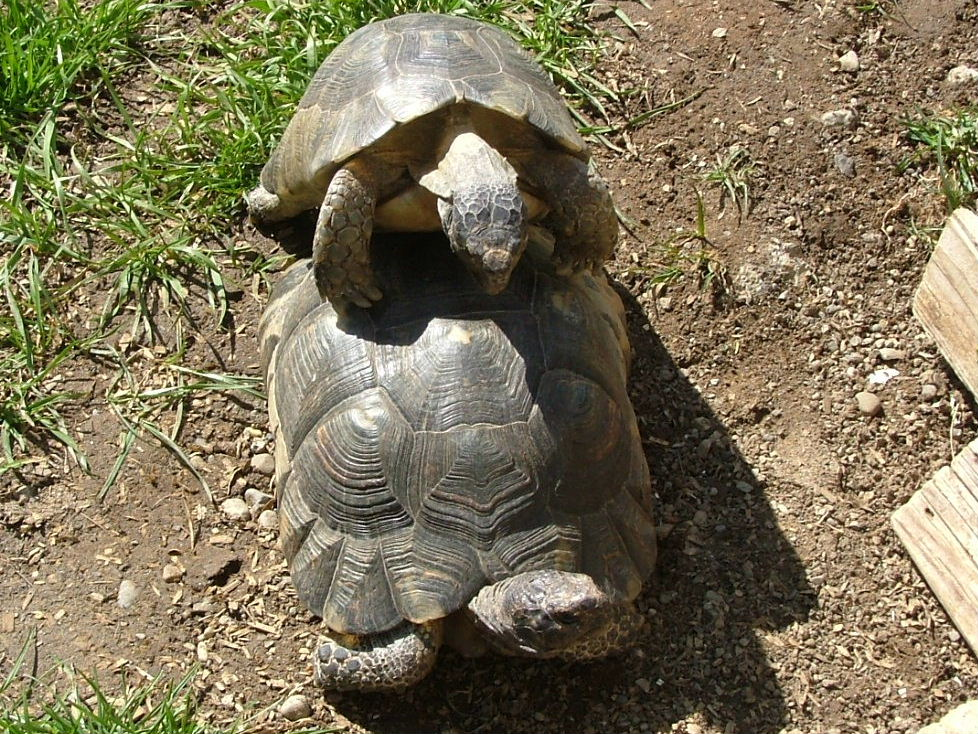
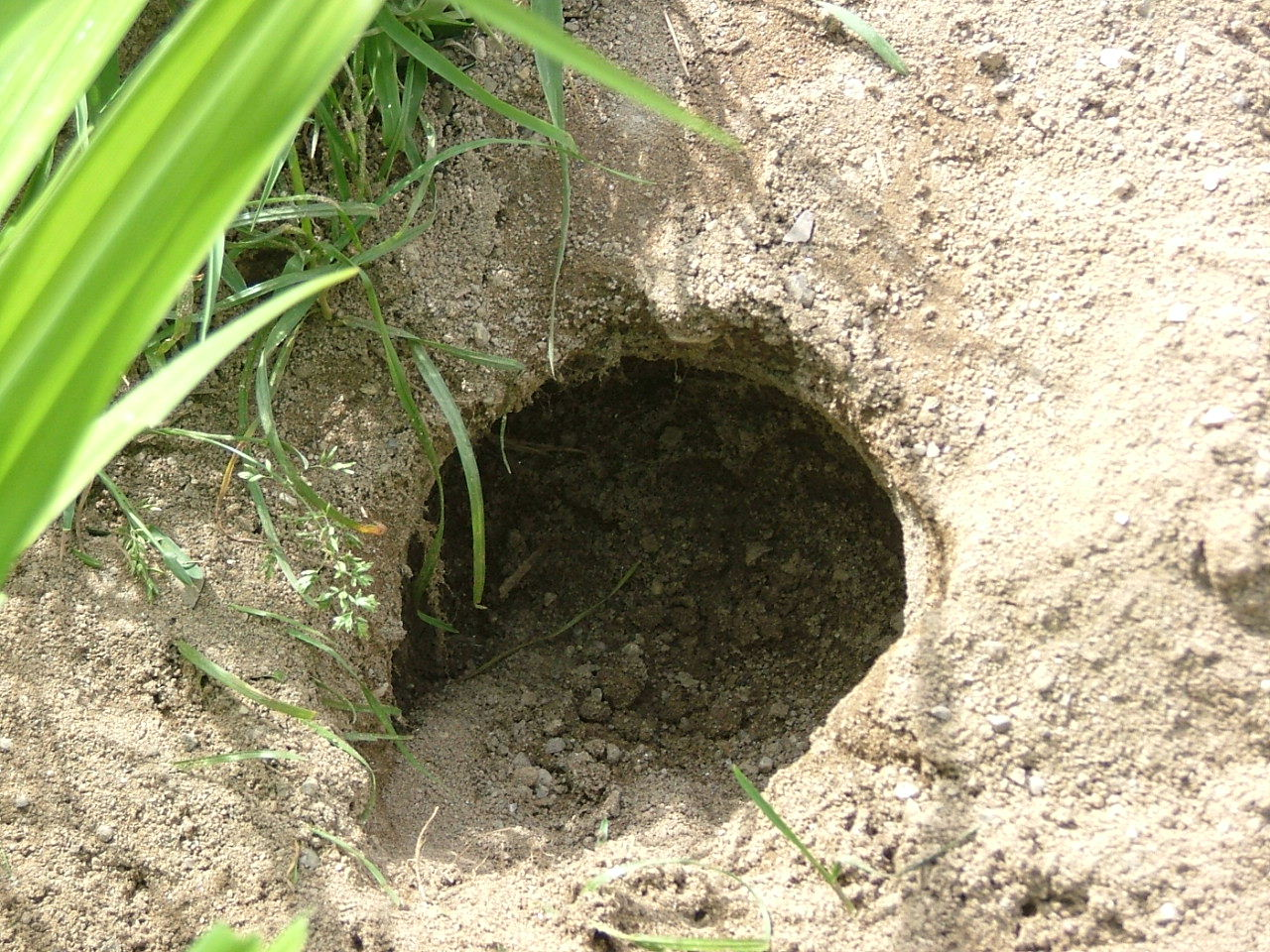